# Trzygłów (stacja kolejowa)
Trzygłów – zlikwidowana stacja towarowa gryfickiej kolei wąskotorowej w Trzygłowiu, w województwie zachodniopomorskim, w Polsce. Przystanek został zamknięty w 1961 roku.